# Megatropis obliquaefasciata
Megatropis obliquaefasciata är en insektsart som beskrevs av Melichar 1914. Megatropis obliquaefasciata ingår i släktet Megatropis och familjen Derbidae. Inga underarter finns listade i Catalogue of Life.